# Forró jupiter
A forró jupiterek az exobolygók legkorábban felfedezett alosztálya, egyfajta csillagközeli gázóriások. Pályájuk sugara – a libráció miatt – kicsi (0,05 csillagászati egységnél kevesebb), közelítően kör alakú (excentricitás 0,25 alatt), keringési periódusuk rövid (88 földi napnál rövidebb), tömegük megközelíti vagy meghaladja a Jupiterét (1,9 ·1029 kg). Felszíni hőmérsékletük a csillag hőkibocsátása és tömegvonzása (árapály-erők) miatt magas, nagyjából 1000-1600 °C; emiatt sűrűségük alacsony.[forrás?]
Napközeli pályájuk és nagy méretük miatt jelenlétük átfedéses módszerrel viszonylag egyszerűen kimutatható. Bizonyos elméletek szerint külsőbb pályákon keletkeztek, s csak később sodródtak a központi égitest közvetlen közelébe.[forrás?] Mindazonáltal egyes elméletek szerint napközelségük a fokozott napszél-erózió révén folyamatosan ritkítja légkörüket; egyes esetekben megfigyelték azt is, amint az anyacsillag épp a bolygó légkörét emészti fel (HD 209458b (Osiris)).[forrás?] Egyes feltételezések szerint a légkör akár teljesen el is illanhat, kopár bolygómagot hagyva csak hátra (khthonoszi bolygó). Modellszámítások alapján a csillagukhoz 0,02 Csillagászati egységnél közelebb keringő forró jupiterek esetében a tömegvesztés 5-7% lehet a bolygó teljes élettartama alatt, a 0,015 CsE-nél közelebb keringő forró jupiterek viszont teljes anyagtartalmukat elveszíthetik magjukon kívül.
Az árapály-erők kiegyenlítő hatása miatt a forró jupiterek tengely körüli forgása kötött, azaz egy keringés alatt egyszer fordulnak meg tengelyük körül, vagyis felszínükön egy év egy nappal egyenlő. Emiatt légkörükben szélsőséges időjárási jelenségek lehetnek, a folyamatosan a központi csillag felé néző oldaluk rendkívül felmelegszik, ellentétben az állandóan sötétben lévő oldallal, a tetemes hőmérséklet-különbség viszont több ezer kilométer/órás szeleket gerjeszt.